# Marc Fielmann

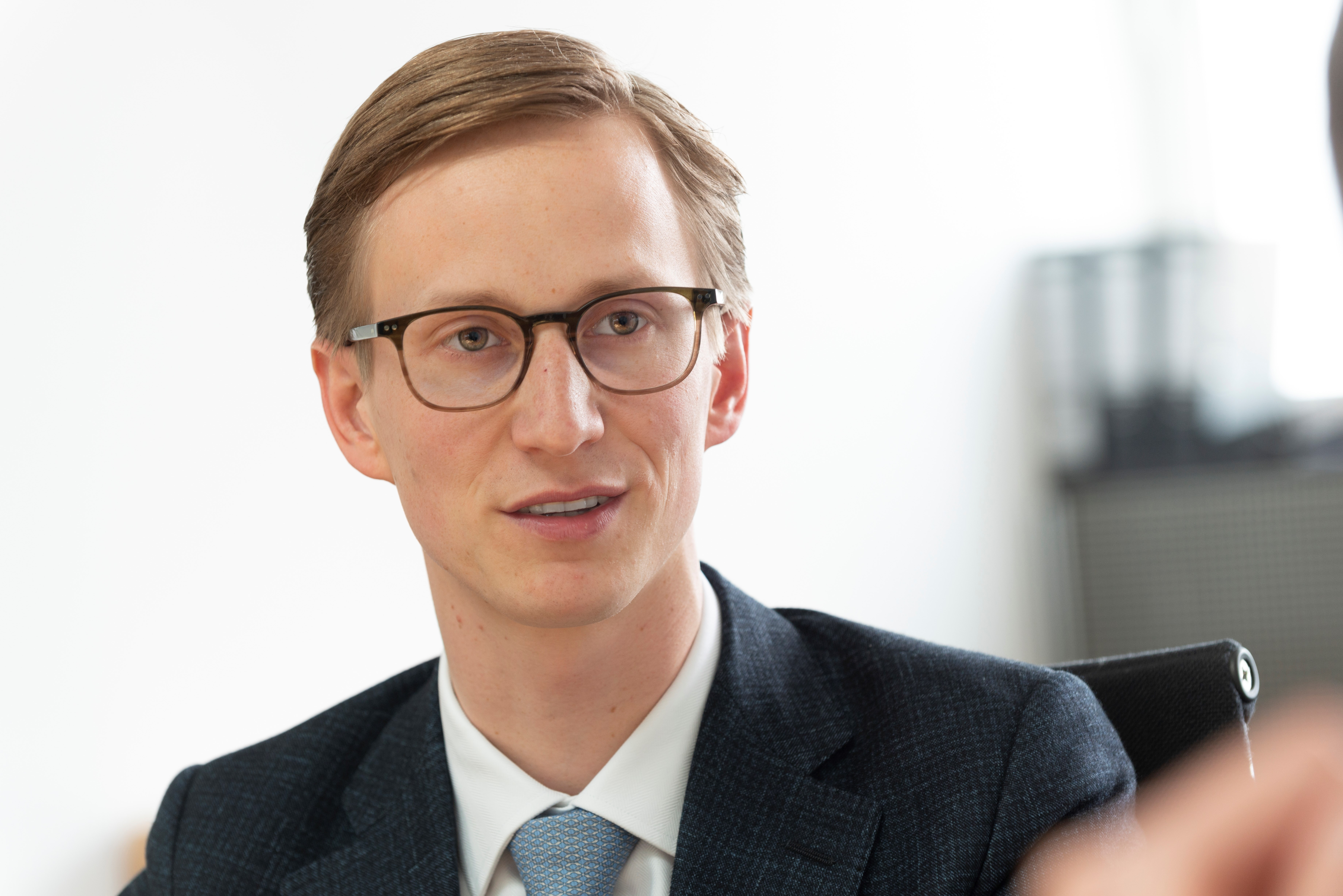
Marc Fielmann (2020)

Marc Fielmann (* 24. Juli 1989 in Hamburg als Marc David Günther Fielmann) ist ein deutscher Unternehmer und Vorstandsvorsitzender der Fielmann AG.

## Leben
Marc Fielmann wurde als ältestes Kind des im Januar 2024 verstorbenen Unternehmers Günther Fielmann und seiner damaligen Ehefrau, der Ärztin und Literaturwissenschaftlerin Heike Fielmann, in Hamburg geboren und wuchs nach der Trennung der Eltern bei seinem Vater auf. Er wurde durch ihn auf die Übernahme von Aufgaben innerhalb des Unternehmens vorbereitet und hält 9 % der Aktien.
Fielmann besuchte das Gymnasium Stormarnschule in Ahrensburg bis Klasse 10, danach die Schule Schloss Salem. Nach der Schulzeit absolvierte er ein Studium an der London School of Economics and Political Science (LSE). 
Seit dem 1. Juni 2019 ist Fielmann mit der gebürtigen Russin Irina Pecherskikh verheiratet.

## Beruflicher Werdegang
Bevor er 2012 in das Familienunternehmen einstieg, sammelte er Branchenerfahrung unter anderem bei Luxottica und der Safilo Group.
Seit dem 12. April 2018 ist Marc Fielmann als Vorstandsvorsitzender für die Bereiche Öffentlichkeitsarbeit und Marketing und die operative Geschäftsführung, seit dem 5. Februar 2019 auch für die Unternehmensstrategie verantwortlich.
Im Jahr 2019 war Marc Fielmann Deutschlands jüngster Vorstandsvorsitzender einer börsennotierten Aktiengesellschaft. Im Gespräch mit der NZZ erläuterte er Ende 2020 seine Strategie für die weitere Digitalisierung und Internationalisierung des Konzerns sowie den Ausbau des Hörakustik-Geschäfts.